# Oosterschelde
De Oosterschelde is een zeearm in de provincie Zeeland, en wordt omgeven door de eilanden Schouwen-Duiveland, Tholen, Zuid-Beveland en Noord-Beveland. Het water is een voormalig estuarium van de rivier de Schelde. Sinds de ingebruikname van de Oosterscheldekering in 1986 kan de Oosterschelde volledig van zee worden afgesloten. De Oosterschelde heeft een oppervlakte van 350 km². Een gedeelte hiervan valt bij laagwater droog. Het diepste punt is nabij de haven van Zierikzee met een diepte van 53 meter onder NAP.

## Ontstaan
De vorm en grootte van de Oosterschelde is aan verandering onderhevig geweest. Na het Weichselien stroomde de Schelde aanvankelijk langs de steilrand van Bergen op Zoom naar het noorden via het huidige Tholen en Sint Philipsland door het huidige Overflakkee naar het Maas-Rijndal. Vanaf 9000 v.Chr. begon de zeespiegel aanmerkelijk te stijgen, hetgeen leidde tot het ontstaan van getijdengeulen die vanaf de kust landinwaarts verliepen. Van 5500–4300 v.Chr. ontstond aldus de voorloper van de huidige Oosterschelde. Uiteindelijk kwam deze geul in aanraking met de Scheldestroom, waardoor de laatste zich verlegde naar wat de Oosterschelde zou worden. Oorspronkelijk was dit een veenrivier. Ongeveer 3800 v.Chr. ontstond er een haf aan de kust. Ongeveer 200 v.Chr. werd dit haf weer op een aantal plaatsen doorbroken en ontstond de voorloper van de huidige Westerschelde, een het land binnendringende getijdengeul. 
Tot in de middeleeuwen was de Oosterschelde een vrij kleine rivierarm. In de loop der eeuwen won de Oosterschelde echter steeds meer terrein op het land, waardoor hij uitgroeide tot een flinke zeearm. Door inpolderingen en het aanleggen van dijken heeft de Oosterschelde de laatste eeuwen de huidige omvang gekregen.
De verbindingsgeul tussen de Westerschelde en de Oosterschelde verzandde geleidelijk en op het einde van de 17e eeuw was het soms al mogelijk om de verbinding tussen Noord-Brabant en Zuid-Beveland te voet te overbruggen. In 1867 werd deze verbinding afgedamd door de Kreekrakdam. Daarna kon het vervuilde Scheldewater de Oosterschelde niet meer bereiken, wat de waterkwaliteit in de Oosterschelde ten goede kwam. De visstand verbeterde en de Oosterscheldevissers werden vermaard om hun kreeft. Hieraan zou een einde komen door de afdamming van de Oosterschelde in het kader van de Deltawerken. 
Oorspronkelijk was het de bedoeling om de Oosterschelde volledig af te dammen. Eind jaren 1960 werd hiermee begonnen. Hiervoor werden enkele kunstmatige eilanden aangelegd, waaronder Roggenplaat (1969), Neeltje Jans (1970) en Noordland (1971). 
Begin jaren 70 begon echter een massaal protest vanuit de visserij, kwekers van schelpdieren, zeezeilers en later ook milieuorganisaties. Door de keuze voor een halfopen pijlerdam bleef enige getijdenwerking in de Oosterschelde bewaard. Met de aanleg van de Oesterdam en de Philipsdam werd de Oosterschelde afgesloten van zoetwatergebieden landinwaarts. Hierdoor verdween ook de geleidelijke overgang van zoet via brak naar zout water. Het karakter van de Oosterschelde veranderde van een riviermonding in een zeearm; het water is nu overal zout geworden.
De Oosterscheldekering verstoort sinds 1986 het natuurlijke proces waarbij zand vanuit de zee door de getijdenstromingen toegevoegd wordt aan de kust. Dit terwijl door golfslag zand wel wegspoelt naar dieper gelegen gedeelten van vaargeulen. Het verdwijnen van de zandplaten beperkt de voedselvoorziening van vogels. Het heeft ook tot gevolg dat duinen en dijken steeds minder bescherming kunnen bieden.

## Nationaal Park Oosterschelde
Sinds 8 mei 2002 is de Oosterschelde onder de naam Nationaal Park Oosterschelde een nationaal park, het grootste van Nederland. Het onderwaterleven in de Oosterschelde is zeer gevarieerd en uitbundig; voor veel soorten is het een belangrijke kraamkamer. Op de zandige bodems is vaak wel het een en ander aan leven te zien, zij het wat minder dan op de dichtbegroeide harde substraten van de dijken en andere werken van Rijkswaterstaat. In de Oosterschelde wordt om die reden veel gedoken door duikers vanuit verschillende delen van Europa.

## Natura 2000
Het Oosterscheldegebied is aangewezen als Natura 2000-gebied op 16 februari 2010. Hoewel het water- en landoppervlak aardig overeenkomt met het Nationaal Park Oosterschelde is het niet hetzelfde.

## Duiken
Enkele populaire duikplekken aan de Oosterschelde:
Zuid-Beveland
- Wemeldinge (Galjoen zonder poen, Kleine Stelle, parking)
- Goese Sas

Noord-Beveland
- Kats
- Wissenkerke

Tholen
- Bergse Diepsluis
- Strijenham
- Gorishoek bij Sint-Maartensdijk
- Stavenisse (boothelling, Keetenweg)

Schouwen-Duiveland
- Zuidbout bij Ouwerkerk
- Pijlers van de Zeelandbrug
- Plompe Toren
- Burghsluis